# HD 171028
HD 171028 ist ein 293,58 Lichtjahre von der Erde entfernter Gelber Zwerg mit einer Rektaszension von 18h 32m 15s und einer Deklination von +06° 56' 45". Er besitzt eine scheinbare Helligkeit von 8,31 mag. Im Jahre 2007 entdeckte Nuno C. Santos einen extrasolaren Planeten, der diesen Stern umkreist. Dieser trägt den Namen HD 171028 b.